# 塔纳伊斯石板

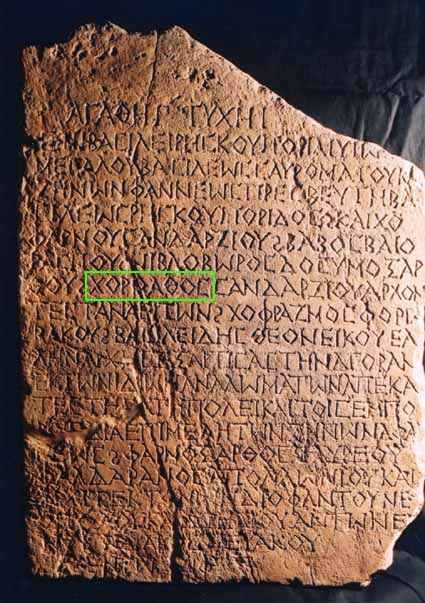
塔纳伊斯石板 B，圈出者为人名Χοροάθος (Horoáthos)

塔纳伊斯石板（英語：Tanais Tablets）是两块在希腊黑海殖民地塔纳伊斯（Tanais，今俄罗斯顿河畔罗斯托夫）发现的石板，上面刻有希腊语的铭文，年代在公元2-3世纪。
塔纳伊斯石板在1853年由俄罗斯考古学家保罗·列昂捷夫（Павел Михайлович Леонтьев）所发现，现藏圣彼得堡的艾米塔什博物馆。
石板中提到的几个人名Horoúathos、Horoáthos及Horóathos（Χορούαθ[ος], Χοροάθος, Χορόαθος），很多学者认为可以和克罗地亚人（Hrvat）的族名联系起来。而由于塔纳伊斯当时的居民主要为操伊朗语族语言的萨马提亚人或斯基泰人，这个名字也可以用原始伊朗语重构为*Hu-rvāt-。但有学者对此持反对意见。